# Rima Toya
Rima Toya (遠矢 莉磨?, Tōuya Rima) è un personaggio del manga e anime Vampire Knight ideato da Matsuri Hino.

## Personaggio
Vampiro di sangue nobile, il suo potere le consente di controllare l'elettricità. È, insieme a Shiki, la studentessa più giovane della Night Classe. Spesso è assegnata in gruppo con Shiki per uccidere vampiri di livello E. Sembra essere in ottimi rapporti con lo stesso Shiki, considerando il fatto che lavorano insieme come modelli e hanno lo stesso carattere. I due pare si siano conosciuti sul set di un servizio fotografico, dove tra l'altro hanno incontrato anche la loro futura manager, e da allora sono diventati inseparabili. Pare inoltre che, all'entrata nel Collegio Cross, Shiki le abbia chiesto di stare in stanza insieme, ma il direttore rifiutò per ovvie ragioni.
Così, Shiki finì in stanza con Ichijo, mentre Rima divenne compagna di camera di Ruka. È divenuta modella per seguire le orme della madre di Shiki, la persona che rispetta di più. Il casato Toya appoggia, come pochi altri, la monarchia, sostenendo quindi i Kuran. Durante la possessione di Shiki, è lei che combatte con lui e lo fa rinsavire, dicendogli che dovrebbe avere più amore per sé stesso.
Al termine della saga di Rido, mentre il gruppo di vampiri si disperde e tutti prendono direzioni diverse, Rima decide di rimanere con Shiki e proseguire il lavoro di modelli. Condivide con Shiki l'amicizia per Ichijo, l'estroverso vicecapoclasse della Night Class e la passione per i Pocky, cioè quegli snack che in Europa si chiamano Mikado.